# Bassel El-Gharbawy
Bassel Ahmad El-Gharbawy (arab. باسل احمد الغرباوي ;ur. 10 kwietnia 1977) – egipski judoka. Trzykrotny olimpijczyk. Zajął 21. miejsce w Atlancie 1996 i odpadł w eliminacjach w Sydney 2000 i Atenach 2004. Walczył w wadze półciężkiej.
Uczestnik mistrzostw świata w 1993, 1995, 1999 i 2003. Startował w Pucharze Świata w latach 1996 i 1998-2003. Triumfator igrzysk afrykańskich w 1995, 1999 i 2003. Zdobył jedenaście medali mistrzostw Afryki w latach 1996 - 2006. Złoty medalista igrzysk panarabskich w 1987 i 1999. Wicemistrz igrzysk frankofońskich w 1994 i 2001. Wygrał igrzyska śródziemnomorskie w 2001 i drugi w 2005 roku.

## Letnie Igrzyska Olimpijskie 1996
| Konkurencja | Eliminacje              | Klas. końcowa |
| Konkurencja | Przeciwnik I            | Miejsce       |
| ----------- | ----------------------- | ------------- |
| 95 kg       | Raymond Stevens (GBR) P | 21.           |

## Letnie Igrzyska Olimpijskie 2000
| Konkurencja | Eliminacje         | Eliminacje           | Klas. końcowa |
| Konkurencja | Przeciwnik I       | Przeciwnik II        | Miejsce       |
| ----------- | ------------------ | -------------------- | ------------- |
| 100 kg      | Song Qitao (CHN) Z | Pedro Soares (POR) P | 1 runda       |

## Letnie Igrzyska Olimpijskie 2004
| Konkurencja | Eliminacje             | Eliminacje                 | Repasaże                 | Klas. końcowa |
| Konkurencja | Przeciwnik I           | Przeciwnik II              | Przeciwnik I             | Miejsce       |
| ----------- | ---------------------- | -------------------------- | ------------------------ | ------------- |
| 100 kg      | Andrés Loforte (ARG) Z | Elco van der Geest (NED) P | Mövlud Mirəliyev (AZE) P | 3 runda.      |